# Wizard101
Wizard101 és un joc de rol en línia multijugador massiu (MMORPG) desenvolupat i publicat per KingsIsle Entertainment el 2008 . Els jugadors assumeixen el paper d'estudiants de màgia que han de salvar l'Espiral, l'univers fictici on es desenvolupa el joc, de diverses amenaces. Els jugadors lluiten contra els enemics llançant encanteris amb una varietat d'armes diferents en un sistema de combat per torns, similar als jocs de cartes col·leccionables.
Pirate101, un MMORPG del mateix desenvolupador que transcorre en el mateix univers, va ser publicat el 2012.

## Joc
L'univers fictici de l'Espiral està dividit en molts mons, cadascun dels quals té múltiples àrees. Els mons de l'Espiral són illes suspeses a l'aire dins d'atmosferes esferoides. El primer món del joc, Wizard City, és una ciutat universitària basada al voltant de l'Escola d'Arts Màgiques de Ravenwood, a la qual els jugadors s'uneixen al començament del joc.
Els jugadors poden desbloquejar temporalment totes les àrees mitjançant una subscripció de pagament o desbloquejar cada àrea de manera permanent amb la moneda premium del joc " Corones ".
Un jugador que comença el joc ha d'escollir una escola: Foc, Gel, Tempesta, Mite, Vida, Mort o Armonia, cadascun amb el seu propi conjunt d'encanteris i estils de joc únics.
El joc es basa en els "duels": dos equips d'entre un a quatre jugadors o enemics controlats per l'ordinador a cada equip que realitzen encanteris per torns. Els encanteris es poden fer amb "pips". Un jugador rep un pip a cada ronda, i hi ha la possibilitat que aquest pip sigui un "super pip", que té el valor de dos pips normals. Aquesta possibilitat varia en funció d'un percentatge de l'equipament dels jugadors que són de la mateixa escola que la del jugador. Els encanteris poden reduir la salut de les criatures enemigues, augmentar la salut dels jugadors o dels seus aliats, afegir escuts que redueixin el dany rebut, afegir trampes que modifiquin la quantitat de dany infligit i molt més. Quan un jugador redueix a zero la salut d'un enemic controlat per l'ordinador, aquest és derrotat; els jugadors amb una salut de zero poden ser curats per altres del seu equip tret que "fugin" del duel. Quan tots els jugadors o ordinadors d'un equip tenen zero salut, l'altre equip guanya. Quan els jugadors guanyen un combat, guanyen recompenses, que es distribueixen automàticament per a què els jugadors no hagin de discutir sobre el botí.
A mesura que el jugador avança, hi ha més mons disponibles. Hi ha molts mons principals, amb uns quants més petits que són opcionals. Quan els mags pugen de nivell, guanyen noves insígnies i augmenten automàticament les seves estadístiques base: salut, manà i energia. La majoria dels equipaments també tenen restriccions de nivell. Les aficions, com l'entrenament de mascotes, la pesca i la jardineria requereixen energia; l'artesania, en canvi, requereix diversos recursos que es poden trobar arreu dels diferents mons del joc. Els jugadors poden lluitar en duels a l'arena JcJ i en algunes cases. A data de juliol de 2023, els jugadors poden assolir un nivell màxim de 160.

## Història

### Arc 1
Merle Ambrose, el director de l'escola Ravenwood, invoca el personatge del jugador al món de Wizard City. Explica que Malistaire Drake, l'antic professor de mort de l'escola, ha enfollit a causa de la mort de la seva dona Sylvia i busca mètodes desconeguts però perillosos per a ressuscitar-la. Mentre el Mag destrueix els complots de Malistaire per tota Wizard City, s'assabenten que Malistaire busca l'antic "Krokonomicon" al món de Krokotopia.
El mag viatja a Krokotopia per buscar el Krokonomicon, només per saber que una expedició de Marleybone s'ha endut el seu món. El mag viatja allà i ajuda el detectiu Sherlock Bones a frustrar els esquemes de la banda O'Leary, a canvi d'accedir al Krokonomicon. Mentrestant, Malistaire treu l'infame lladre Meowiarty de la presó de Newgate a canvi de recuperar el Krokonomicon. El Mag els persegueix i derrota a Meowiarty, però Malistaire s'escapa amb el Krokonomicon.
Ambrose segueix les passes de Malistaire fins al món de Mooshu, on Malistaire ha ferit greument el seu emperador i ha robat la clau d'espiral del seu destí: Dragonspyre. El Mag derrota els quatre Onis maleïts de Mooshu per a curar l'emperador i obtenir la clau de Dragonspyre. El jugador i el germà de Malistaire, el professor de mitologia Cyrus Drake, persegueixen a Malistaire fins a Dragonspyre. S'assabenten que Malistaire té la intenció d'utilitzar el Krokonomicon per despertar el Tità Drac, que dorm, i obligar-lo a reviure Sylvia. Cyrus intenta utilitzar el fantasma de la Sylvia per convèncer a Malistaire que s'aturi, però no ho aconsegueix, i el jugador mata a Malistaire en un duel. El seu fantasma es retroba amb Sylvia i marxa cap a la vida eterna.

### Arc 2
El Mag ajuda una expedició de Marleybone a explorar el món de Celestia. Finalment es troben amb la Reina Umbra Morganthe, una antiga protegida d'Ambrose expulsada per practicar la màgia fosca prohibida, que comparteix una profecia nefasta. Mentre rescata uns estudiants d'intercanvi del món de Zafaria, el Mag veu com Morganthe reclama la seva "Baralla d'ombres" i anuncia la seva intenció de reescriure l'espiral a la seva imatge.
Ambrose envia el Mag al món d'Avalon per a obtenir la llegendària "Espasa dels Reis", amb l'esperança que pugui contrarestar el poder de Morganthe. La Dama del Llac d'Avalon els ajuda a ser dignes d'esgrimir-lo, atenent a cinc santuaris a través d'Avalon. El Mag persegueix a Morganthe fins al món d'Azteca, on ella ha ressuscitat a Malistaire i l'ha impregnat de màgia de les Ombres, i ha enviat un meteorit massiu, Xibalba, a destruir el món i complir la seva profecia. Tot i que el Mag derrota a Malistaire per poc, no aconsegueix evitar que Azteca sigui destruït.
Ajudat pels aliats fets al llarg del seu viatge, el Mag s'infiltra a Khrysalis, el món natal de Morganthe. El Mag ajuda els grups de resistència locals contra l'exèrcit de Morganthe, trobant-se amb el misteriós Old Cob, que l'ajuda a arribar al Palau de l'Ombra de Morganthe i a superar-la en combat. Intentant absorbir més poder, Morganthe es sobrecarrega i cau a les profunditats de l'espai. Després d'haver utilitzat el Mag per eliminar el seu rival, Old Cob ordena als seus "fills" que es "casin i facin la guerra" a través de l'espiral abans de marxar.

### Arc 3
Després de graduar-se formalment a Ravenwood, el Mag viatja als mons de Polaris i Mirage, frustrant els esquemes caòtics de Rasputin i Overlord Xerxes. Són els fills disfressats de Old Cob, que en realitat és l'Avi Aranya, marit de l'àvia Raven. Raven va optar per abandonar el seu amor per l'Avi Aranya i va utilitzar el seu cor per crear l'espiral. Per despit, Aranya té la intenció de recuperar-lo i destruir l'espiral.
Ajudat per Mellori, la filla adoptiva de Baba Yaga, el Mag s'assabenta que la Cabal, agents secrets de l'Aranya incrustats per tota l'espiral, busquen ajudar-lo a reclamar la Sorra del Temps, que l'Aranya pot utilitzar per reiniciar el temps i recuperar el seu cor. El mag derrota l'aranya però s'assabenta que matar-lo destruirà el seu cor i, per tant, desfarà l'espiral. Mellori es revela com la filla biològica de Raven i intenta matar Aranya per ordres de Raven, però ell la captura. El Mag els persegueix fins al centre de l'espiral, Empyrea, creada per Raven per segellar el cor de l'aranya.
Allà, el Mag s'alia amb el fill de l'aranya, el Ratpenat, i rescata a Mellori abans que pugui ser armada per arribar al cor de l'aranya. El trio finalment arriba al cor d'Aranya al mateix temps que Aranya i Raven; el seu odi i conflicte ha creat el boig "Tità Aethyr", que amenaça amb aniquilar-los a ells i a l'espiral. El Mag, Ratpenat i Mellori derroten el tità Aethyr i convencen Spider i Raven perquè es perdonin i s'exiliin. Després, el mag és advertit d'una nova amenaça: "Res".

## Model de pagament
El joc ofereix la possibilitat d'escollir entre una subscripció o una opció gratis amb microtransaccions. Els jugadors sense subscripció poden comprar accés a diferents àrees del joc mitjançant una moneda premium del joc anomenada Corones . Aquestes àrees només s'han de comprar una vegada. Les corones també es poden utilitzar per comprar articles exclusius dins del joc i accedir a tornejos de JcJ. Les corones es poden comprar amb una targeta de joc, a la botiga en línia o guanyar-se en petites quantitats mitjançant SuperRecompenses.
Les subscripcions desbloquegen tots els mons disponibles, a més de permetre als jugadors competir en combats JcJ classificats, curses classificades en el Derby de Mascotes, participar en tornejos per obtenir or, emmagatzemar més articles a la motxilla i obtenir la possibilitat de fer publicacions al tauler de missatges de Wizard101, juntament amb altres beneficis menors durant la durada de la seva subscripció.

## Mesures de seguretat en línia

### Controls parentals
Wizard101 té diversos controls parentals disponibles que poden ser administrats a través d'un "compte Mestre" des del lloc web del joc. Quan una configuració es canvia en el Compte Mestre, aquest canvia també afecta a tots els comptes. Les opcions de control parental inclouen canviar els paràmetres del xat per a restringir algunes funcions del xat del joc.

### Xat del jugador
Si un jugador és menor de 13 anys, aquest no pot veure els missatges de text i està restringit al "xat de menú", una selecció de frases que es poden utlilitzar per a interactuar amb altres jugadors (només si s'ha fet una compra amb targeta de crèdit/dèbit).
Tanmateix, amb una contrasenya mestra, el tutor legal pot permetre a un menor de 13 anys utilitzar el xat de text. Si un jugador és major de 13 anys, poden enviar i veure missatges de text, però hi filtres que censuren la grolleria, els nombres, i la informació personal, com are direccions de correu i noms. Les paraules filtrades es mostren vermelles quan s'escriu, i es substituiran per tres punts quan s'enviïn. Si un jugador és major de 18 anys, i ha verificat el seu compte amb una targeta de crèdit, els missatges de text són molt menys restrictius. Les paraules que han estat filtrades en el xat de majors de 13 anys són visibles en el xat de majors de 18 anys, i estan marcades de color groc. Aquells que estiguin en el xat de majors de 18 anys els poden veure, però els del xat de majors de 13 anys no.

### Noms
El nom d'un jugador es decideix a través de noms predeterminats formats per un nom de pila i un cognom que pot ser de una o dues parts. Els forums oficials del joc també estan molt moderats, i les publicacions als forums han de ser verificades per un moderador abans que es facin públiques.

## Historial de desenvolupament
| Localització       | Llençament             | Estatus                 | Idioma                                              |
| ------------------ | ---------------------- | ----------------------- | --------------------------------------------------- |
| Amèrica del Nord   | 2 de setembre de 2008. | Active                  | Anglès Castellà Francès                             |
| Europa (Gameforge) | 15 de febrer de 2011.  | Closed May 16, 2022     | Anglès Castellà Francès Alemany Italià Polonès Grec |
| Europa (KingsIsle) | 16 de maig de 2022     | Active                  | Anglès Castellà Francès Alemany Italià Polonès Grec |
| Taiwan             | April 27, 2012         | Closed October 15, 2015 | Xinès Tradicional                                   |
| Xina               | April 27, 2012         | Closed November 1, 2015 | Xinès Simplificat                                   |

El desenvolupament de Wizard101 va començar l'any 2005, poc després de la fundació de KingsIsle Entertainment. El fundador de l'empresa, Elie Akilian, va contractar J. Todd Coleman, que va exercir com a director creatiu del joc des del seu llançament fins al 2013. El joc va entrar en beta oberta el 6 d'agost de 2008 i es va llançar amb èxit el 2 de setembre del mateix any. El 25 d'agost de 2010 es va anunciar que Wizard101 seria llançat a territoris estrangers més tard aquell any.
Wizard101 va llançar una versió beta europea el 15 de desembre de 2010, i després va llançar el joc el 15 de febrer de 2011, en col·laboració amb Gameforge. Eventualment es van acabar incloent versions del joc en anglès, francès, italià, castellà, alemany, polonès i grec. El 17 d'agost de 2011 es va anunciar que KingsIsle Entertainment i Taomee Holdings Limited tenien un acord per llançar Wizard101 a la Xina, Taiwan, Hong Kong i Macau. Wizard101 Taiwan es va llançar oficialment el 27 d'abril de 2012.
La versió xinesa de Wizard101 tenia canvis al joc per adaptar-se a les lleis o adaptar-se a la cultura del país. Qualsevol referència a esquelets o mort s'havia de censurar o eliminar. Les missions requerien derrotar més monstres o recollir més objectes. El joc suggeria als jugadors que fessin descansos quan es jugava en períodes extensos i, després de dues hores sense pauses, el jugador entraba en estat de "fàtiga", i les recompenses es dividien en dos. Després de cinc hores, el jugador entraba en l'estat de "poca salut", i el jugador deixava de rebre recompenses.
El 2012, KingsIsle Entertainment va llançar Pirate101, un joc germà de Wizard101, també ambientat a l'univers 101. Va ser descrit com "còmode i familiar" a Wizard101, però amb "un disseny, una ambientació i una mecànica de joc completament nous".
El 2014, Taomee ja no promocionava Wizard101. L'abril de 2015, Wizard101 Taiwan va anunciar que tancaria el 25 de maig de 2015, però la data es va reprogramar al 15 d'octubre de 2015. Wizard101 Xina va anunciar que la seva data de tancament seria l'1 de novembre de 2015. El setembre de 2018, per celebrar el 10è aniversari del joc, el joc va rebre una nova versió per separat a la plataforma de jocs Steam. Abans de l'actualització dels deu anys, els gràfics de Wizard City, l'àrea inicial del joc, es van renovar juntament amb els models dels personatges i les animacions. Quan es va llançar l'actualització el 8 de setembre de 2018, els jugadors van poder obtenir dos elements d'habitatge i una vareta per celebrar els deu anys. Per aconseguir un dels elements d'habitatge, els jugadors han de fer una petita missió, en la qual l'empresa, Kingsisle Entertainment, dona les gràcies als qui han donat suport al seu joc mitjançant l'ús de personatges ben establerts en el joc. Aquest va ser un esdeveniment de temps limitat, que va finalitzar poc abans del novembre de 2018.
El 15 de febrer de 2022, tant KingsIsle com Gameforge van anunciar que els servidors europeus de Wizard101 passarien lentament als equips de KingsIsle i gamigo al llarg de diversos mesos durant el segon trimestre de 2022. Es "assegura que el progrés dins del joc i el saldo de corones es mantindran després del canvi".

### Música
El 2008, se li va demanar al compositor Nelson Everhart que composés la música de Wizard101 . L'equip inicialment li va demanar que compongués una cançó a l'estil de Harry Potter, cosa que li va aconseguir la feina. Aquella música finalment es va convertir en la partitura de Marleybone.
El 2010 es va estrenar el segon món: Celestia. En associació amb el senzill "Round and Round" de Selena Gomez, es va fer una missió per a l'estrella del pop i els jugadors que la van completar van rebre una estàtua i un retrat de Selena Gomez. Tanmateix, la missió es va eliminar.
El 2011, es va llançar una campanya centrada al voltant d'un "compositor misteriós" prèviament a la propera expansió de Wintertusk de Wizard101 . Finalment es va revelar que Nick Jonas era el compositor misteriós. Va treballar amb KingsIsle durant dos mesos, escrivint un total de set cançons atmosfèriques per a Wintertusk.
A data de 2022, Everhart encara compon música per a les expansions del joc.

## Recepció
Segons els comunicats de premsa de KingsIsle Entertainment, el joc ha experimentat un creixement constant en el nombre de comptes: 2 milions a l'abril de 2009, 5 milions al setembre de 2009, 10 milions de jugadors al juny de 2010, 15 milions al gener del 2011, 20 milions al juliol del 2011, i 30 milions al juliol del 2013. A data de novembre del 2014, actualment hi ha uns 50 milions de comptes creats.
Actualment, el joc té una mitjana de 77,5% en les puntuacions a GameRankings. El crític de GameShark Toni Dimayuga va assenyalar l'ambient general i la configuració gràfica del joc, així com la naturalesa divertida general de Wizard101 a la columna positiva, mentre que el combat (en particular les derrotes) i la naturalesa restrictiva percebuda del xat van ser criticats.